# Хеллефорсхунд
Хеллефорсхунд (швед. Hälleforshund) — порода собак родом из Швеции. Обладают упрямым характером, верны и спокойны, не подходят для содержания в квартире. Международной кинологической федерацией порода не признана.

## Происхождение
Порода попадает под субкладу митохондриальной ДНК, называемую d1, которая встречается только в северной Скандинавии. Это результат женской гибридизации собак-волков и самцов, которая произошла после одомашнивания. Субклада d1 возникла 480—3000 лет назад и встречается во всех связанных с саамами породах: финский лаппхунд, шведский лаппхунд, лапландский хердер, ямтхунд, норвежский серый элкхунд и хеллефорсхунд. Последовательность материнского волка, которая способствовала этим породам, не была сопоставлена по всей Евразии, а её ветвь на филогенетическом дереве коренится в той же последовательности, что и у алтайской палеолитической собаки, жившей 33 000 лет назад.

## История
Порода была выведена в Свеаланде в 1930-х годах. Утверждается, что, несмотря на своё название, она была выведена не в Хеллефорсе, а в деревне Фредериксберг, расположенной в соседней коммуне Лудвика (лен Даларна). В основном использовалась для охоты на оленей, а её самыми замечательными? предками являются финский шпиц и остякская лайка. SKK признал породу в 2000 году, она также признана в ряде других скандинавских стран, таких как Финляндия и Норвегия.

## Внешний вид
Хеллефорсхунд — средний, прямоугольный шпиц с серповидным или кудрявым хвостом. Толстый, суровый и плотный слой шерсти всегда должен быть жёлтым, от палевого до красноватого. Цвет оттенка более длинный в груди, животе, ногах и под хвостом. Средняя высота у самцов составляет от 55 до 63 см, а у самок — от 52 до 60 см.

## Поведение
Хеллефорсхунд — энергичная, мужественная и стойкая собака с сильным характером.